# Classics in the Key of G
Classics in the Key of G – złożony wyłącznie z coverów album saksofonisty Kenny’ego G, wydany w 1999 roku. Uplasował się on na szczycie notowania Contemporary Jazz Albums, na pozycji #13 listy Internet Albums, a także na miejscu #17 Billboard 200 oraz #27 R&B/Hip-Hop Albums.

## Lista utworów
1. „Summertime” (feat. George Benson) – 6:46
2. „The Look Of Love” – 5:30
3. „What A Wonderful World” – 3:03
4. „Desafinado” – 5:54
5. „In A Sentimental Mood” – 4:55
6. „The Girl From Ipanema” – 4:16
7. „Stranger On The Shore” – 3:08
8. „Body And Soul” – 7:21
9. „Round Midnight” – 6:26
10. „Over The Rainbow” – 8:08

## Single
| 1999 | „What a Wonderful World” | #22 |